# Osmorhiza aristata
Osmorhiza aristata är en flockblommig växtart som först beskrevs av Carl Peter Thunberg och Johan Andreas Murray, och fick sitt nu gällande namn av Per Axel Rydberg. Osmorhiza aristata ingår i släktet Osmorhiza och familjen flockblommiga växter. Inga underarter finns listade i Catalogue of Life.

## Bildgalleri

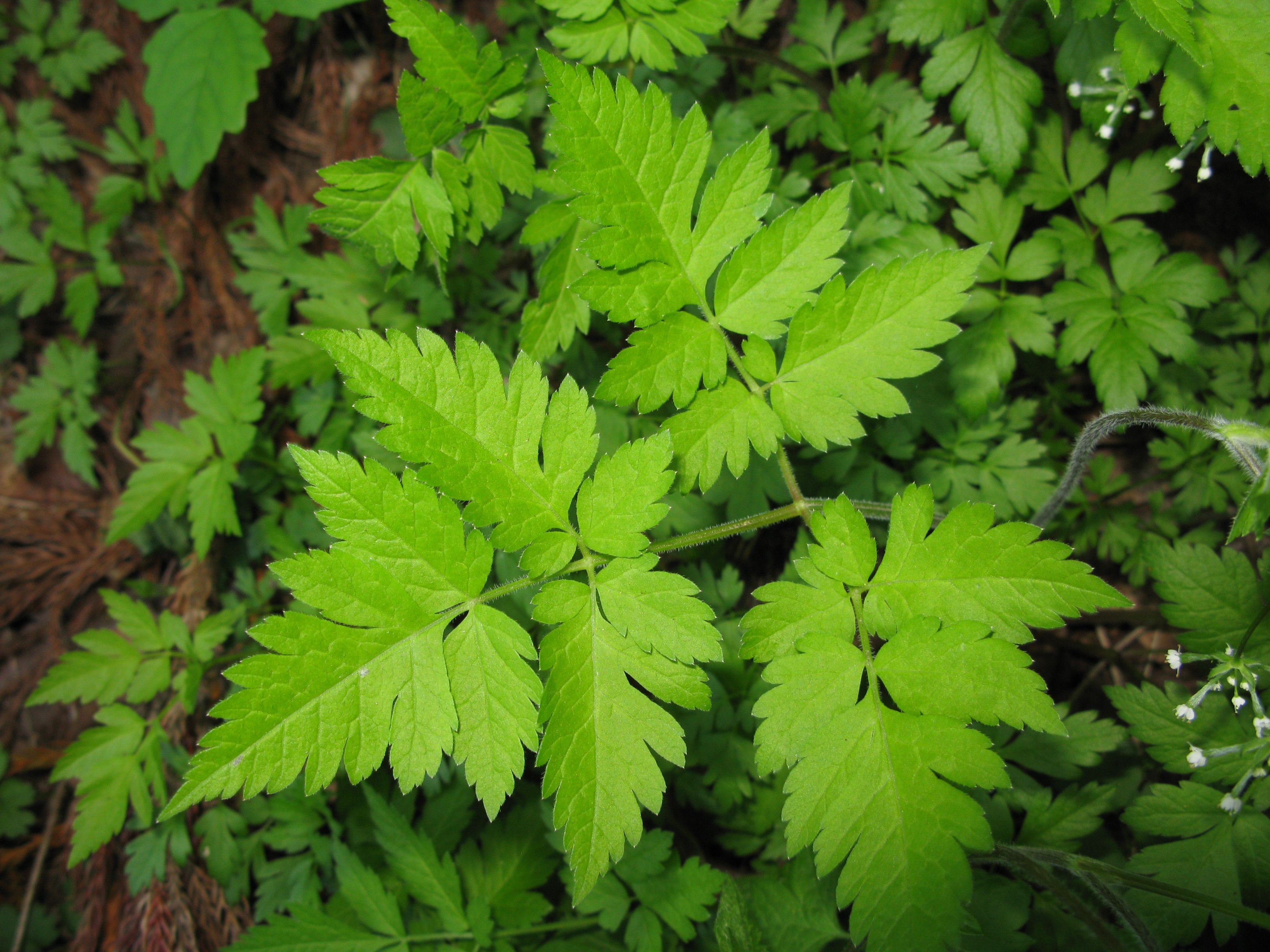
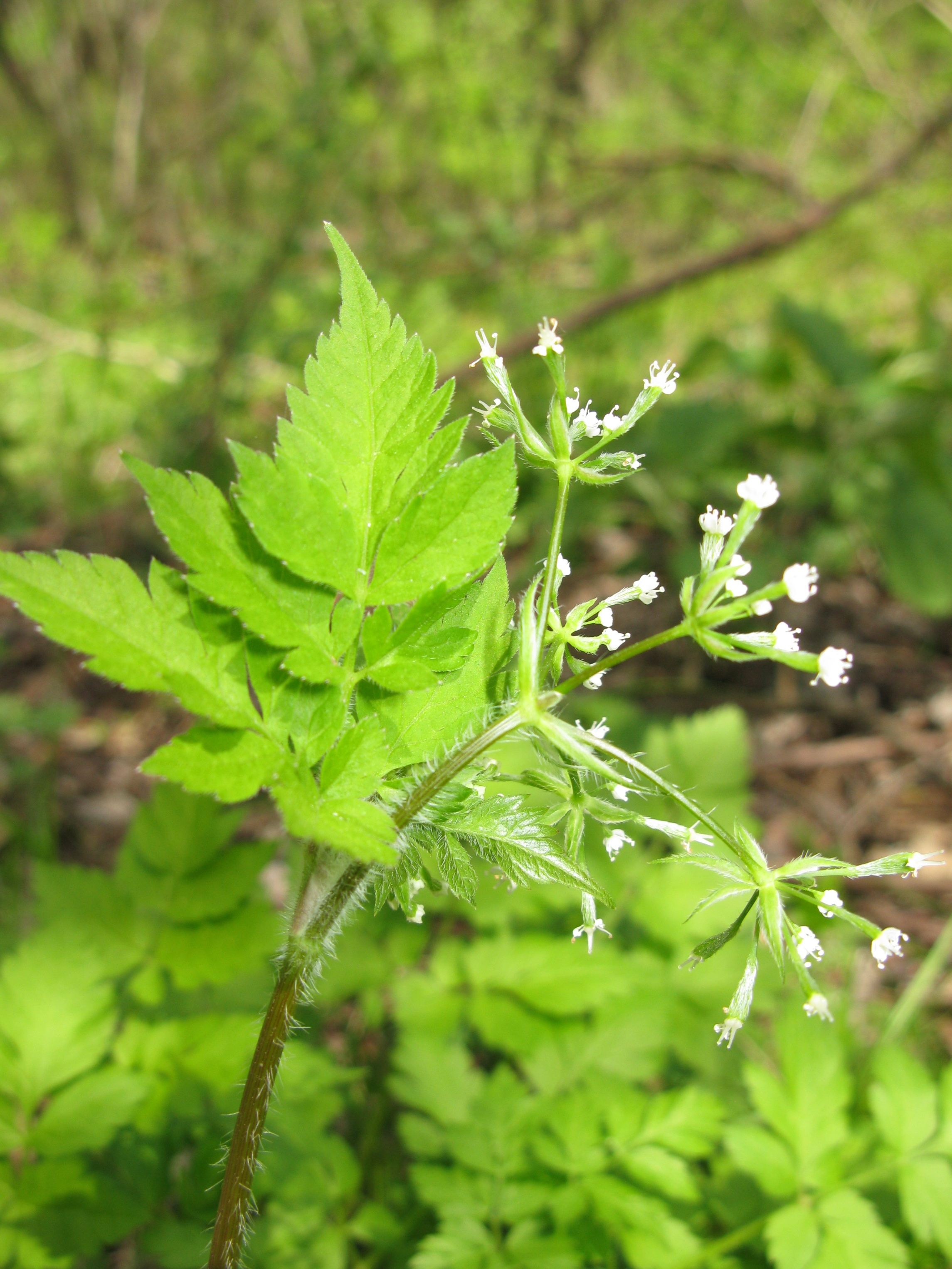